# 斎津村
斎津村（さいつそん）は、徳島県名東郡にあった村。1926年4月1日に旧斎津村が徳島市に編入し消滅。現在の津田町と昭和町に存在した。

## 地理
- 河川：新町川、園瀬川、御座船入江川

## 歴史
- 1889年10月01日 - 町村制施行に伴い、名東郡南斎田浦、津田浦、万代新田、新浜浦が合併し、斎津村が成立。
- 1926年04月01日 - 名東郡沖洲村、斎津村が徳島市に編入し消滅。

## 斎津村出身人物
- 竹本染太夫 (5代目)（義太夫節の太夫）